# 瑞米耶日修道院

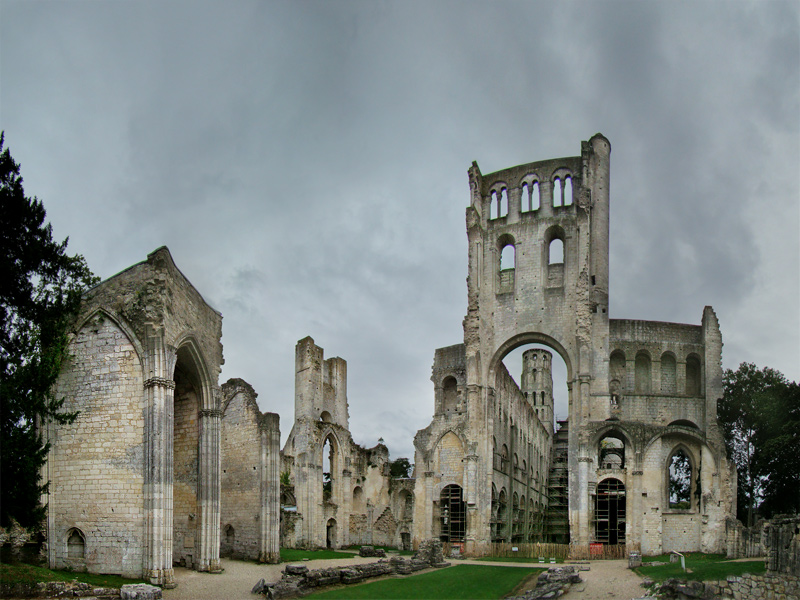

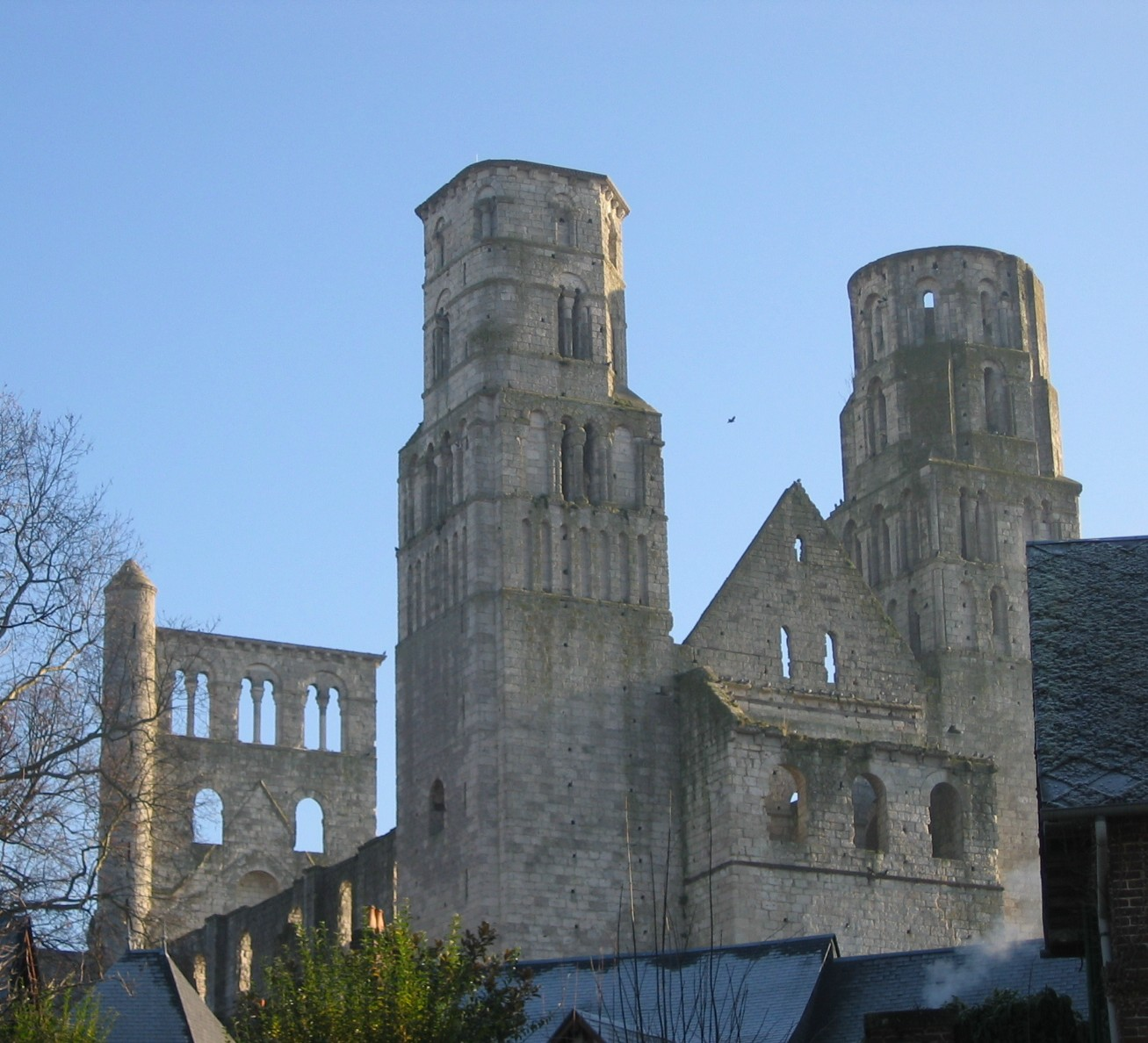

瑞米耶日修道院（Jumièges Abbey）是一个本笃会修道院，位于法国诺曼底地区滨海塞纳省小镇瑞米耶日。
瑞米耶日修道院毁于法国大革命期间，只留下规模宏大的双塔和立面。